# Fievel's American Tails
Fievel's American Tails is een Amerikaans-Canadese animatieserie, geproduceerd door Steven Spielberg Amblimation animation studio, Nelvana, en Universal Studios Cartoon. De reeks begon in 1992 na het succes van de animatiefilm An American Tail: Fievel Goes West (1991).
In 1993 en 1994 bracht MCA / Universal Home Video twaalf afleveringen uit op zes VHS-videocassettes. In het Verenigd Koninkrijk werden nog eens 12 afleveringen uitgebracht op zes videocassettes in 1995. Afleveringen zijn uitgebracht op dvd in Frankrijk, Duitsland en Italië.
In Rusland werd de cartoon nagesynchroniseerd in het Russisch, maar met behoud van de originele Engelse titels en namen. Het werd uitgezonden op First Channel Russian Television (Russisch: ОРТ) in de zomer van 1996 met Woody Woodpecker.
Don Bluth, de directeur van de oorspronkelijke Amerikaanse Staart film, had geen betrokkenheid bij de serie. Phillip Glasser en Dom DeLuise waren de enige twee acteurs uit de originele film die hun rol als Fievel en Tiger behielden.

## Karakters
- Fievel Mousekewitz: een kleine muis
- Tanya Mousekewitz: Fievels oudere zus
- Yasha Mousekewitz: Fievels babyzus
- Papa Mousekewitz: Fievels vader
- Mama Mousekewitz: Fievels moeder
- Cat R. Waul: Fievels aartsvijand
- Sweet William: Fievels aartsvijand
- Slim en Feloneous: de twee partners van Sweet William
- Chula de Tarantula: de partner van Cat R. Waul
- Jack: een van medeleerlingen van Fievel
- Jorge: nog een van medeleerlingen van Fievel
- Tiger: de enige kat die vriend is van de Joods-Russische muizenfamilie
- Mr. J. M. Schimmel: de rat die eigenaar is van de winkel in Green River
- Clint Mousewood: een van Fievels helden - van "postorder Mayhem",  een karikatuur van Clint Eastwood
- Sidney: een verwende klasgenoot van Fievel
- Tante Sophie:  een familielid van de familie Muiskewitz
- Dr. Travis T. Hiprocates: een rondreizende dokter, een karikatuur van Sigmund Freud
- Miss Kitty: de vriendin van Tiger, een karikatuur van Dorothy Gibson
- Mr. Ironside: Brits-Amerikaanse mol die leraar is
- Dog: de hond die de gevangenis bewaakt
- Lorna Holcombe:  een meisje uit Fievels klas
- Patty Paris:  de bakker

## Cast
- Phillip Glasser als Fievel
- Dom DeLuise als Tiger
- Lloyd Battista als Papa
- Susan Silo as Mama
- Cathy Cavadini als Tanya and Yasha
- Dan Castellaneta als Chula , Mr. Schimmel, Slim en Felonious
- Gerrit Graham als Cat R. Waul
- Kenneth Mars als Sweet William
- Hal Rayle als Clint Mousewood
- Arthur Burghardt als Hambone
- Cynthia Ferrer als Miss Kitty
- Patricia Parris als Tante Sophie